# Cromwell Mk VIII (A27M)
O Cromwell Mk VIII (A27M) foi um "tanque cruzador" da Segunda Guerra Mundial das forças do exército do Reino Unido, e foi o modelo de maior sucesso entre os tanques cruzadores.
Ele foi o primeiro tanque do arsenal britânico a desempenhar alta velocidade e ter a blindagem melhorada. Foi um dos modelo mais usados durante a guerra, e depois veio a substituir o Sherman por algumas unidades.